# Serge Michel (libertaire)
Pour les articles homonymes, voir Serge Michel et Michel.
Serge Michel, né Lucien Douchet le 22 juillet 1922 à Saint-Denis (Seine-Saint-Denis) et mort le 24 juin 1997 à Chevilly-Larue, est un journaliste et romancier libertaire français anti-colonialiste.
Écrivain, poète, peintre, scénariste, ami de Visconti et de Rossellini, Serge Michel prit une part très active aux luttes et aux débats de la décolonisation.

## Biographie
Lucien Douchet naît de parents d'origines française. En 1943, mobilisé par le STO, il s'évade d'Allemagne.
Dans les années 1950, il rompt avec ses attaches familiales et part dans l’Algérie coloniale.
Produit d'une révolte anti-coloniale, il adhère au seul parti nationaliste ouvert aux Européens, l’Union démocratique du manifeste algérien de Ferhat Abbas. Il endosse l’habit de journaliste au service des colonisés sous le nom de Serge Michel. Ami de Kateb Yacine, il forme de nombreux journalistes algériens tels que Bachir Rezzoug ou Kamel Belkacem.
Il rejoint ensuite le FLN, dont il prend en charge la communication : presse, radio, cinéma. Il contribue notamment à l'impression du premier journal du FLN : Résistance algérienne.
Après l'indépendance de l'Algérie, il devient le rédacteur en chef du quotidien Alger-Ce soir fondé par l'écrivain et dramaturge Mohamed Boudia,.
En 1960, il rencontre à Tunis Patrice Lumumba qu'il rejoint au Congo pour devenir son attaché de presse. Il est condamné à mort par le colonel Mobutu à la suite de la chute de Lumumba et doit fuir le pays.
Il sera ensuite l'interlocuteur de Che Guevara et d'Amilcar Cabral à Alger.

## Œuvres
- Nour le Voilé : de la Casbah au Congo, du Congo au désert, la révolution, Seuil, 1982.

## Filmographie
- 1969 : Monangambée de Sarah Maldoror (coscénariste)

#### Articles
- Alain Messaoudi, Marie-Joëlle Rupp, Serge Michel. Un libertaire dans la décolonisation, Centre d'histoire sociale de l'islam méditerranéen, 2007, notice biographique.
- Saâd Taferka, Serge Michel, un libertaire dans la décolonisation, Les Débats (Algérie), 30 juillet 2008, notice biographique.
- Marie-Joëlle Rupp, Serge Michel, un libertaire dans la décolonisation, Le Monde diplomatique, septembre 2007, en ligne.
- Émile Carme, Serge Michel, un Français d'Algérie, Ballast, février 2015, en ligne.
- Notice nécrologique dans Le Monde du 27 juin 1997.
- M. Bouraib, « Serge Michel, un libertaire dans la décolonisation, de Marie-Joëlle Rupp : Serge Michel, un militant convaincu », El Moudjahid,‎ 27 octobre 2014 (lire en ligne).